# Kanton Pontivy
Pontivy is een kanton van het Franse departement Morbihan. Het kanton maakt deel uit van het arrondissement Pontivy.

## Gemeenten
Het kanton Pontivy omvatte tot 2014 de volgende gemeenten:
- Croixanvec
- Gueltas
- Guern
- Kerfourn
- Noyal-Pontivy
- Pontivy (hoofdplaats)
- Saint-Gérand
- Saint-Gonnery
- Saint-Thuriau
- Le Sourn

Na de herindeling van de kantons bij decreet van 21 februari 2014, met uitwerking op 22 maart 2015, omvatte het kanton 16 gemeenten.
Op 1 januari 2019 werden de gemeenten Bieuzy en Pluméliau samengevoegd tot de fusiegemeente (commune nouvelle) Pluméliau-Bieuzy.

Op 1 januari 2022 werden de gemeenten Saint-Gérand en Croixanvec samengevoegd tot de fusiegemeente (commune nouvelle) Saint-Gérand-Croixanvec.
Sindsdien omvat het kanton volgende 14 gemeenten :
- Pontivy
- Baud
- Gueltas
- Guénin
- Guern
- Kerfourn
- Melrand
- Noyal-Pontivy
- Pluméliau-Bieuzy
- Saint-Barthélemy
- Saint-Gérand-Croixanvec
- Saint-Gonnery
- Saint-Thuriau
- Le Sourn